# Alexander Benlian
Alexander Benlian (* 1976 in München) ist ein deutscher Wirtschaftsinformatiker.

## Leben
Alexander Benlian studierte von 1997 bis 2002 Business Administration (Diplom) sowie Communication Science (Master of Arts) an der FernUniversität Hagen und an der Ludwig-Maximilians-Universität München (LMU). Von 2002 bis 2004 studierte er den Aufbaustudiengang Technologiemanagement am Center for Digital Technology & Management (CDTM) in München und schloss sein Studium mit einem Ehrendiplom ab. In den Jahren 2002 bis 2006 forschte Benlian an der Universität München zu Informationsmanagement-Themen und wurde 2006 zum Dr. oec. publ. promoviert. Anschließend wechselte er in die Privatwirtschaft und war von 2006 bis 2008 als Consultant für McKinsey & Company im Bereich Business Technology Office (BTO) tätig. 2008 zog es ihn zurück in die Wissenschaft. An der Universität München trat er eine Stelle als Assistenzprofessor an und 2012 habilitierte er sich.
Im Mai 2012 folgte er einem Ruf an die TU Darmstadt und ist seitdem Inhaber des Lehrstuhls für Wirtschaftsinformatik: Informationssystems & E-Services (ise). 2015 erhielt er von der Universität zu Köln einen Ruf auf eine Professur für Wirtschaftsinformatik (W3-Professur), die er jedoch ablehnte. 2017 übernahm er die Rolle des Prodekans für Wissenschaft & Forschung an der Fakultät für Betriebswirtschaftslehre der TU Darmstadt.
Neben der Forschung und Lehre ist Alexander Benlian seit 2016 als Sprecher des Forschungsschwerpunktes „Digitale Transformation“ an der Technischen Universität Darmstadt tätig.

## Forschung
Alexander Benlian ist fasziniert von Paradigmenwechseln, die durch digitale Kanäle entstehen und ausgelöst werden können. In seiner Forschung untersucht er, wie Unternehmen von Software-Plattformen, Cloud Services und Social Buzz profitieren können. Weiterhin betrachtet er, wie Nutzer mit neuartigen IT-bezogenen Konzepten im Internet interagieren. Hierzu zählen beispielsweise Konzepte wie Web-Personalisierung, Digital Nudging oder virale Loop-Trigger. Des Weiteren interessiert er sich für die Bereiche Entrepreneurship, Dienstleistungs-/Serviceforschung, Verhaltensökonomie und Psychologie.
Seine Forschungsergebnisse wurden unter anderem in führenden akademischen und praxisorientierten Zeitschriften, wie dem Journal of Management Information Systems, Journal of Service Research, Journal of Information Technology, Journal of the Association for Information Systems oder MIS Quarterly Executive, veröffentlicht. Methodisch arbeitet Alexander Benlian bevorzugt empirisch; seine Veröffentlichungen beinhalten sowohl Untersuchungen im Feld als auch im Labor.
Benlian zählt in nationalen sowie internationalen Forschungsrankings regelmäßig zu den Top 100 der weltweit führenden Wissenschaftler im Bereich Wirtschaftsinformatik (WI)/Information Systems (IS).
Seine Forschungsprojekte wurden von der Deutschen Forschungsgemeinschaft (DFG) und weiteren Fördereinrichtungen (z. B. Jackstädt-Stiftung, Land Hessen) unterstützt.
Neben der eigenen Forschung ist Alexander Benlian als Gutachter und Mitherausgeber für verschiedene wissenschaftliche Zeitschriften und Verlage tätig. Seit 2011 ist er Associate Editor des European Journal of Information Systems (EJIS). 2013 wurde er als Mitglied im renommierten Editorial Review Board des Journal of Service Research (JSR) aufgenommen. Ebenfalls im Jahr 2013 wurde er zum Associate Editor des International Journals of Electronic Commerce (IJEC) ernannt. Für die Deutsche Forschungsgemeinschaft sowie für das Social Sciences and Humanities Research Council of Canada (SSHRC) ist Benlian als Gutachter tätig. Darüber hinaus verrichtet er regelmäßige Gutachter-Tätigkeiten für zahlreiche internationale und nationale IS-/WI-Konferenzen (z. B. ICIS, ECIS, AMCIS, PACIS, WI, MKWI) und -Zeitschriften (z. B. MIS Quarterly, Information Systems Research, Journal of Service Research, Journal of the Association for Information Systems, Information & Management, Decision Support Systems, European Journal of Information Systems, International Journal of Electronic Commerce, Communications of the AIS, Electronic Markets, Wirtschaftsinformatik/Business & Information Systems Engineering etc.).
Im Auftrag der Deutschen Gesellschaft für Internationale Zusammenarbeit (GIZ) arbeitet Alexander Benlian regelmäßig als Entrepreneurship-Trainer. Er führt regelmäßig Workshops in Entwicklungsländern (wie z. B. im Nordirak, Serbien) durch, um Auf- und Förderprogramme zur wirtschaftlichen Entwicklung und zur Schaffung von Arbeitsplätzen zu unterstützen.